# Acanthocinus
Acanthocinus är ett släkte av skalbaggar som beskrevs av Pierre François Marie Auguste Dejean 1821. Acanthocinus ingår i familjen långhorningar.

## Arter
- Acanthocinus aedilis (större timmerman)
- Acanthocinus angulosus
- Acanthocinus annamensis
- Acanthocinus campbelli
- Acanthocinus carinulatus
- Acanthocinus chinensis
- Acanthocinus elegans
- Acanthocinus griseus (mindre timmerman)
- Acanthocinus gundaiensis
- Acanthocinus henschi
- Acanthocinus hispanicus
- Acanthocinus hutacharerae
- Acanthocinus leechi
- Acanthocinus nodosus
- Acanthocinus obliquus
- Acanthocinus obsoletus
- Acanthocinus orientalis
- Acanthocinus princeps
- Acanthocinus pusillus
- Acanthocinus reticulatus
- Acanthocinus sachalinensis
- Acanthocinus sinensis
- Acanthocinus spectabilis
- Acanthocinus validus
- Acanthocinus xanthoneurus

## Bildgalleri

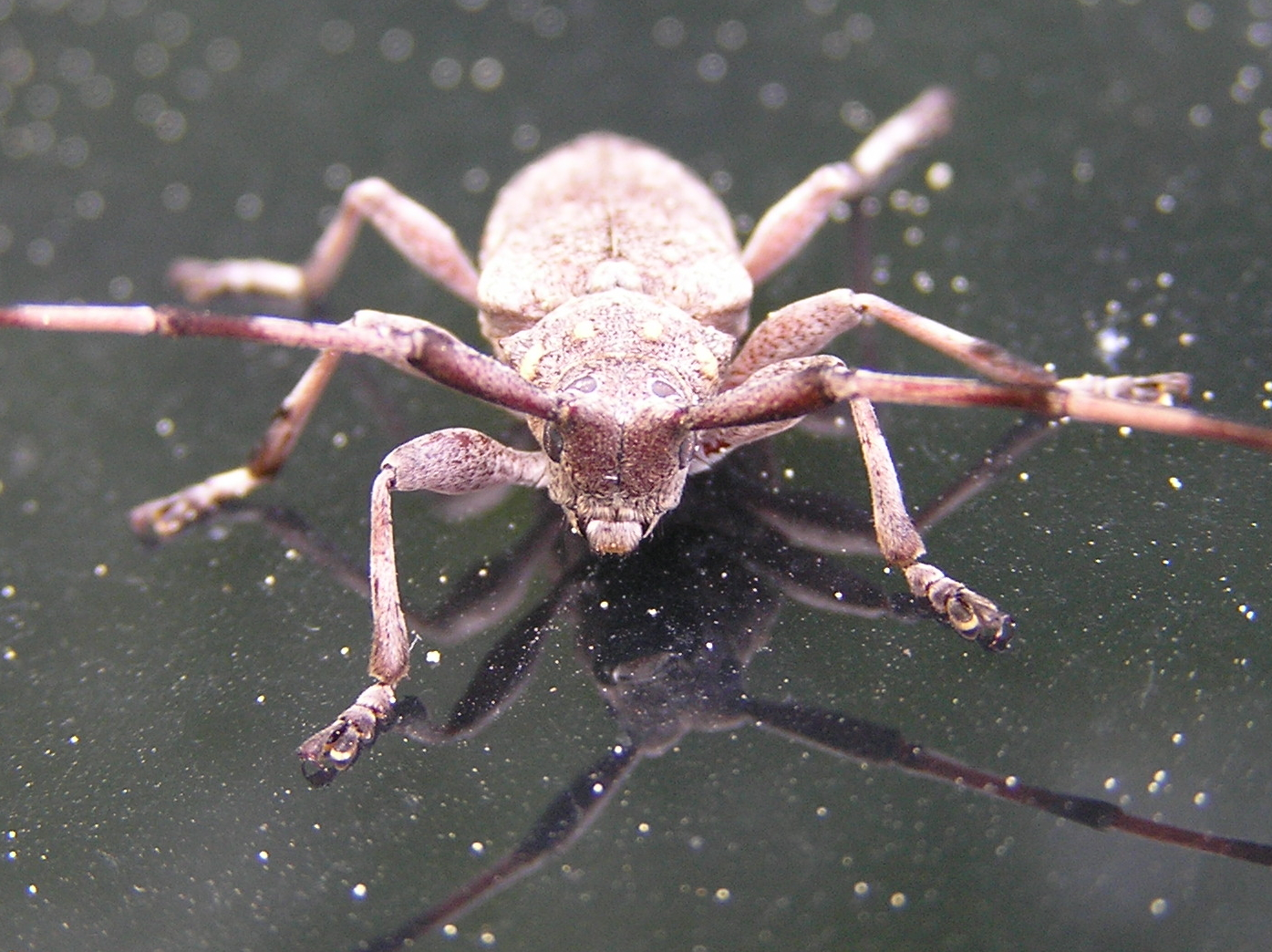
Större timmerman.
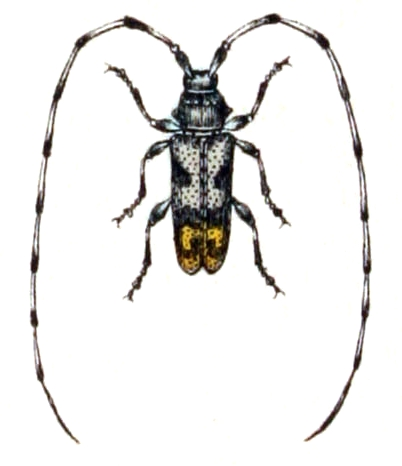
Mindre timmerman.
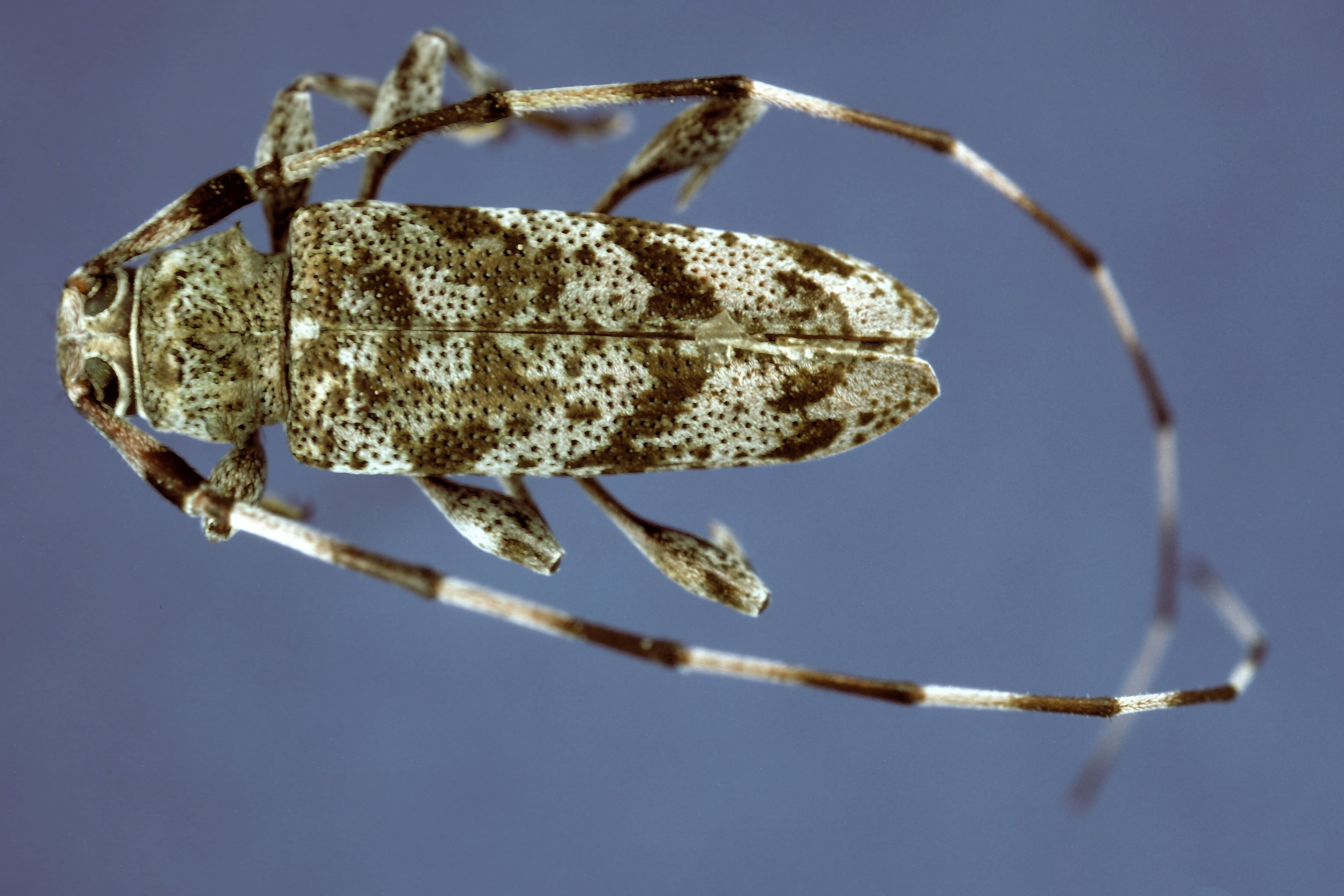
Acanthocinus obsoletus.
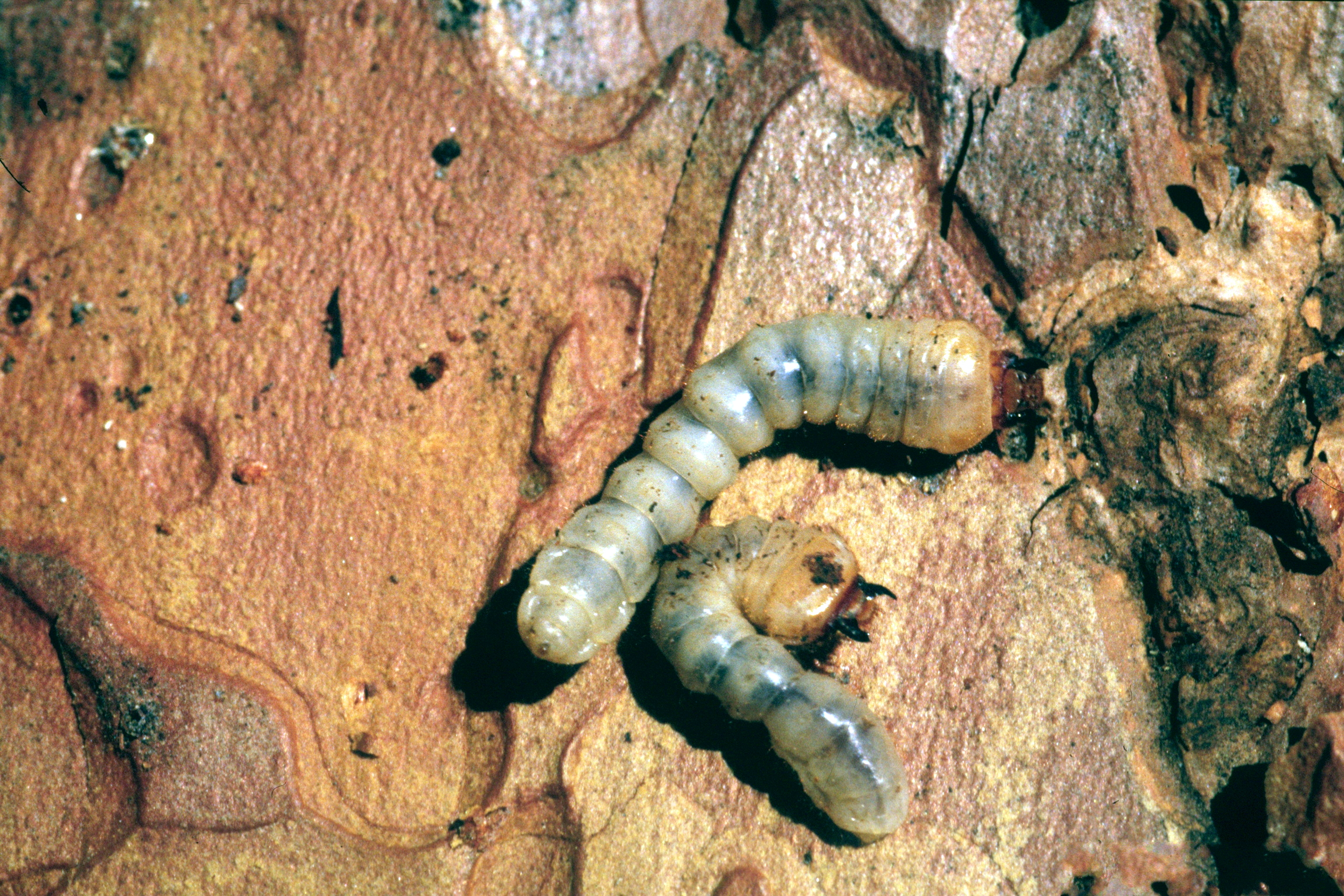
Acanthocinus princeps.